# Chrysolina sahlbergi
Chrysolina sahlbergi é uma espécie de artrópode pertencente à família Chrysomelidae.